# Jennie Boddington
Jennifer "Jennie" Boddington (nom de soltera Blackwood) (1922 – 15 de novembre de 2015) va ser una directora i productora de cinema australiana, que va ser la primera comissària de fotografia a la National Gallery of Victoria a Melbourne (1972–1994) i investigadora.

## Primers anys de vida
Boddington va néixer a Melbourne (Austràlia) el 1922. Es va casar a principis de la dècada de 1940 i va tenir un fill, Tim el 1943. Començant la seva carrera entre la Nova Onada de cineastes d'Austràlia a Sydney, va treballar com a assistent de vestuari amb la dissenyadora de vestuari Dahl Collings al llargmetratge d'Ealing de Harry Watt The Overlanders (1946), i després amb vuit-cents vestits per a la inacabada obra de Watt Eureka Stockade (1948).

## Formació
Boddington va entrar a la Commonwealth Film Unit el 1948 com a ajudant de sala de muntatge i hi va estar durant dos anys i mig fent amistat per tota la vida amb Joan Long (guionista i productor de cinema conegut més tard per escriure Caddy (1976)) i produir Puberty Blues (1981). El 1947/8, la Commonwealth Film Unit, que formava part de l'Australian National Film Board, s'havia traslladat del 66 King Street al CBD de Sydney al 5 Condor Street de Burwood, un suburbi de Sydney, a un edifici del Departament d'Educació de 1879, on les instal·lacions consistien en: sales de rodatge, un teatre, una sala amb equips de gravació, una sala de càmeres i un espai d'oficines. La Unitat va oferir una matrícula que les empreses privades no feien. Boddington es va formar allà amb importants cineastes de documentals australians i canadencs, com el productor en cap de la Junta Nacional de Cinema d'Austràlia, Stanley Hawes, Colin Dean i Ron Maslyn Williams, i la seva primera experiència d'edició i direcció va ser treballant amb John Heyer a The Valley Is Ours (1948).

## Zanthus Films
Divorciada el 1950, es va traslladar de nou a Melbourne i durant sis anys va guionitzar, editar i dirigir pel·lícules de formació per a la unitat cinematogràfica de l'Oficina General de Correus de Victoria.
El 1956, va ser emprada per ABC TV, on va editar un reportatge dels Jocs Olímpics de Melbourne, i va conèixer, després el 1958 es va casar, el director de fotografia (Newcombe) Adrian Boddington (n. Kalgoorlie, 3 de juny de 1911) i amb qui va tenir tres fills més, James (n. 1959), Alastair (n. 1961) i Nicholas (n. 1963).
Establint junts l'associació Zanthus Films, per la qual va tornar al seu nom de família Blackwood, van operar des de casa seva a Hawthorn, produint documentals com el Three in a Million (1959) encarregat per BP, Port. de Melbourne (1961) i You Are Not Alone (1961) sobre l'aleshores tabú tema del càncer de mama i la mastectomia. Aquests títols van ser un dels primers guanyadors dels premis de l'Australian Film Institute, com la pel·lícula Anzac (1959), amb guió de Cyril Pearl, que va ser pionera en l'ús de fotografies històriques amb efectes de càmera de tribuna.

## Comissari de fotografia
Després de la mort d'Adrian Boddington als 59 anys el 1970, Jennie Boddington es va retirar de la producció cinematogràfica activa. Després va ocupar el càrrec de primer comissari a temps complet de fotografia per a la National Gallery of Victoria el 1972. Va ser seleccionada entre cinquanta-tres candidats, convertint-se en la primera comissària d'aquest tipus a Austràlia i potser només la tercera del món. Les seves seleccions d'obres per a l'exposició i l'adquisició van ser inclusives, no es limitaven només a la fotografia "d'art", sinó més aviat emfatitzant el seu valor com a mitjà de comunicació. El seu nomenament va arribar en un moment en què el mitjà s'estava tornant valuós com a col·lecció, i quan les escoles d'art d'Austràlia estaven afegint diplomes i graus en fotografia.

Boddington va dedicar diverses exposicions als fotògrafs australians contemporanis incloent els coneguts i els recentment descoberts, donant igual facturació als artistes masculins i femenins; entre aquests hi havia Micky Allan, Jon Rhodes, Carol Jerrems, Jillian Gibb, Ruth Maddison i David Stephenson. Va debutar amb la fotògrafa de paisatges de Geelong, Laurie Wilson, i va promoure el treball del jove Bill Henson reconeixent el seu talent amb la seva primera gran exposició quan encara era estudiant. Va defensar aquest èmfasi en una resposta a un article de gener de 1983 a The Age del crític Geoff Strong, escrivint:
... castiga la National Gallery of Victoria per demostrar "una reticència a mostrar noves obres contemporànies, actuant més aviat com un museu d'art fotogràfic" (que és precisament el que som!). En tres de les quatre exposicions de 1982, aquesta institució va mostrar treballs d'australians vius, 19 en total i 11 dels quals no són de Melbourne. Landscape, Austràlia va incloure treballs de quatre australians vius (Mark Johnson, Sydney; Tom Psomotragos, Melbourne; Stephen Wickham, Melbourne; Richard Woldendorp, Perth). Els retrats de la càmera 1 i 2 inclouen treballs des de la dècada de 1840 fins a l'actualitat, tant internacionals com australians, amb exemples moderns de Ted Cranstone, Sydney; Max Dupain, Sydney; Michael Gallagher, Perth: Anthony Green, Melbourne; Julie Millowick, Melbourne; Max Pam, Sydney (resident a Brunei); Axel Poignant, Londres; John Radvansky, Hobart; Margaret Rich, Ballarat; Henry Talbot, Melbourne. Cinc d'aquests fotògrafs són joves i es podrien qualificar de contemporanis. Honoring Trees va incloure un treball extens de Wesley Stacey de Nova Gal·les del Sud, amb exemples de John Cato, Max Dupain, Anthony Green i John Wilkins aiso.
Va tenir espai important la fotografia australiana primerenca, inclosa la de Fred Kruger les impressions i plaques de vidre del qual van ser portades al comissari pels seus descendents, i també els fotògrafs antàrtics Frank Hurley i Herbert Ponting.
L'experiència de Boddington com a investigador de cinema documental i guionista va permetre algunes idees originals en les publicacions. L'ús de Russell Drysdale de la fotografia en color com a aide-mémoire es va plantejar en una exposició que va comissariar el 1987, i en el seu assaig de catàleg, que revela en imatges fotogràfiques desconegudes anteriorment aquest mètode de treball i l'estilització expressiva de Drysdale en la interpretació de color, temàtica i llocs concrets.
En el seu paper, Boddington va fer una gira per Europa, Londres i Amèrica el 1975, trobant-se amb els fotògrafs André Kertész i Bill Brandt, així com amb John Szarkowski, director del Museu d'Art Modern, una experiència que va influir en les seves idees sobre el comissariat i la va portar a decidir que l'adquisició de material important a l'estranger hauria de convertir-se en una prioritat. Amb aquesta finalitat, el fotògraf sud-africà de l'apartheid David Goldblatt i el també controvertit txec Jan Saudek van rebre grans exposicions (que van ser una de les primeres exposicions internacionals d'aquests fotògrafs) i les seves obres es van comprar, durant el mandat de Boddington.

## Vida posterior
Va tornar a Sydney el 1994 als 72 anys, Boddington va continuar treballant com a investigador autònom, catalogant els fitxers i arxius fotogràfics de Walkabout i altres col·leccions a The Mitchell Library i contribuint al Australian Dictionary of Biography. Va morir el 15 de novembre de 2015 a Melbourne.

## Publicacions
- National Gallery of Victoria & Boddington, Jennie, 1922– & Sun News Pictorial (1972). Fifty years of press photography, 1922–1972. [National Gallery of Victoria], [Melbourne, Vic.]
- YWCA (Australia) & Boddington, Jennie (1975). Woman 1975. East Melbourne[37]
- Beaton, Cecil Sir & Boddington, Jennie, 1922– & National Gallery of Victoria (1975). Cecil Beaton's camera. National Gallery of Victoria, Melbourne
- Boddington, J. (1 January 1975). J. W. Lindt, photographer (1845–1926). Art Bulletin of Victoria / Publ. by the Council of Trustees of the National Gallery of Victoria, Victorian Arts Centre, 23–27.
- Boddington, Jennie, 1922– & National Gallery of Victoria (1976). Modern Australian photographs : 28 April-27 June 1976. National Gallery of Victoria, Melbourne
- Borcoman, J., Jack, R. I., Boddington, J., Turner, P., Gaskins, B., Howe, G., Brown, J. L., ... Maynard, M. (1977). Photography in Australia: A conference on photography as communication medium and art form. Sydney: University of Sydney, Dept. of Adult Education.
- National Gallery of Victoria & Boddington, Jennie, 1922–2015 (1985), Milestones in the art : famous photographs in gravure, National Gallery of Victoria, pàg. 33–39, <https://trove.nla.gov.au/work/35371372>
- Boddington, Jennie, 1922– (1978). Antarctic photographs, 1910–1916 : Herbert Ponting Scott expedition (1910–13), Frank Hurley Mawson expedition (1911–13), Shackleton expedition (1914–16). Sun Books, South Melbourne, Vic
- Boddington, Jennie, 1922– & National Gallery of Victoria (1978). Six series. National Gallery of Victoria, [Melbourne, Vic
- Boddington, Jennie (1978). Laurie Wilson's landscapes and Jon Rhodes' Australia : Photography Gallery, June 7. National Gallery of Victoria, [s.l]
- National Gallery of Victoria & Boddington, Jennie, 1922– (1979). Australian photographs from the collection. National Gallery of Victoria, Melbourne
- Hurley, Frank, 1885–1962 & Ponting, Herbert, 1870–1935 & Boddington, Jennie, 1922– (1979). Antarctic photographs, 1910–1916. London [etc.] Macmillan[38]
- Ponting, Herbert & Hurley, Frank, 1885–1962 & Boddington, Jennie, 1922– (1979). 1910–1916 Antarctic photographs : Scott, Mawson and Shackleton expeditions. Macmillan, South Melbourne, Vic
- Boddington, Jennie & National Gallery of Victoria (1980). Micky Allan : Botany Bay today : Jillian Gibb : One year's work. The Gallery, Melbourne
- National Gallery of Victoria & Boddington, Jennie, 1922– & Wilson, Laurie, 1920–1980 (1982). Laurie Wilson. National Gallery of Victoria, Melbourne
- Boddington, J., & National Gallery of Victoria. (1983). In the lucky country: Panoramas by Jillian Gibb, Anthony Green and Merryle Johnson : Photography Gallery, National Gallery of Victoria, Melbourne, 1 June-18 September 1983. Melbourne: The Gallery.
- Boddington, Jennie, 1922– & National Gallery of Victoria (1983). International photography : 100 images from the collection of the National Gallery of Victoria. The Gallery, [Melbourne]
- National Gallery of Victoria & Boddington, Jennie, 1922– (1984). International photography : selected from the collection of the National Gallery of Victoria. The Gallery, Melbourne
- National Gallery of Victoria & Boddington, Jennie, 1922– (1984). Architecture and photography 1848–1982 : photographs from the collection. National Gallery of Victoria, Melbourne
- National Gallery of Victoria & Boddington, Jennie, 1922– & Art Gallery of Ballarat (1985). Australian landscape photographed : an exhibition of photographs from the collection of the National Gallery of Victoria. National Gallery of Victoria, [Melbourne]
- Boddington, Jennie, 1922– & National Gallery of Victoria (1987). Australian contemporary photographers : John Anthong Delacour, Peter Elliston, Jillian Gibb, Ruth Maddison, David Stephenson and Stephen Wickham. National Gallery of Victoria, Melbourne
- Boddington, Jennie & Drysdale, Russell Sir, 1912–1981 & National Gallery of Victoria (1987). Drysdale, photographer. National Gallery of Victoria, 1987, Melbourne
- Boddington, Jennie & State Library of Victoria (1989). The new art : photographs by William Henry Fox Talbot (1800–1877), La Trobe Collection, State Library of Victoria : Fox Talbot and the invention of photography. State Library of Victoria, [Melbourne, Vic.]
- Boddington, J. (2002). 'Wilson, Lawrence George (1920–1980)', Australian Dictionary of Biography, National Centre of Biography, Australian National University, http://adb.anu.edu.au/biography/wilson-lawrence-george-12048/text20421, published first in hardcopy 2002, accessed online 10 June 2015. This article was first published in hardcopy in Australian Dictionary of Biography, Volume 16, (MUP), 2002

## Pel·lícules (seleccionades)
- Blackwood, J., & Australia. (1952). Jonathan's project. Australia: Postmaster General's Dept. An account of telephone services in country and city as seen through the eyes of a schoolboy doing a school project.
- Martin-Jones, J., Blackwood, J., & Australian News and Information Bureau. (1952). Apples for export Australia: News and Information Bureau [production company].
- Blackwood, Jennie & Boddington, Adrian & BP Australia & Zanthus Films (1959). Three in a million. Zanthus Films, Melbourne, Vic. The story of three of the million migrants who reached Australia after the end of the war. An Italian boy in Melbourne, an Englishwoman on a South Australian farm, and a German scientist working on the Snowy Mountains scheme; all of them, in their different ways, contributing to the development of their adopted country. (Winner 1960 Australian Film Institute Award for Documentary film. Included in the 1959 Melbourne International Film Festival, Programme 22 ).
- Fenton, Peter & Pearl, Cyril. (Writer of accompanying material) & Marks, Herbie. (Arranger) & Powell, Moray. (Commentator) & Boddington, Adrian. (Producer) & Blackwood, Jennie (Director), et al. (1960). Anzac. Zanthus Films [production company], Australia. (27 min.) : sd., b&w ; 16 mm.
- Blackwood, J., Boddington, A., Armstrong, B., Badger, H., Anti-Cancer Council of Victoria., & Zanthus Films. (1961). You are not alone. Anti-Cancer council of Victoria. A woman reports a suspected cancer early and undergoes a successful operation.
- Morgan, John. (Commentator); Fenton, Peter & Boddington, Adrian. (Producer) et al. (1961), Port of Melbourne, Zanthus Films [production company] : Melbourne Harbor Trust Commissioners [sponsor], <http://trove.nla.gov.au/work/22036135>. Consulta: 10 juny 2015. (Second, Bronze 1962 Australian Film Institute Award for Public Relations film) (27 min.) : sd., col. ; 16 mm.
- Prod Co: Australian Commonwealth Film Unit; West, John. (Commentator) & Martin-Jones, John. (Producer) et al. (1963), Sir John Monash, Zanthus Films [production company] : Australian Commonwealth Film Unit [production company], <http://trove.nla.gov.au/work/7463105>. Consulta: 10 juny 2015 (29 min.) : sd., b&w ; 16mm
- Blackwood, Jennie & Boddington, Adrian & Zanthus Films (1963). Sweet Are The Fruits, Zanthus Films, Melbourne, Vic. (Honourable Mention 1963 Australian Film Institute Award for Public Relations film).